# Ketill Jórunsson
Ketill fíflski Jórunsson o Jórunnarson (apodado el Loco, n. 868) fue un explorador vikingo de Raumsdal en Noruega y tras una estancia en las Hébridas fue uno de los primeros colonos en fundar un asentamiento en Kirkjubær á Síðu, Síða, Islandia. Era hijo de Jórunn manvitsbrekka Ketilsdóttir (n. 835), una de las hijas de Ketil Nariz Chata y también hermana de Aud la Sabia. Ketill tuvo dos hijos, Ásbjörn Ketilsson (n. 893, fue padre de Þorsteinn Ásbjörnsson) y Hildur Ásbjörnsdóttir (n. 921). Según la saga, tomó el nombre de su madre. Aunque era poco habitual, no era extraño en las sociedades germánicas donde la figura matriarcal dominaba algunas veces el clan familiar, a menudo porque el padre había fallecido antes del nacimiento del infante.
Su apodo «el loco» hace referencia a su confesión cristiana.